# پریسا شمس
پریسا شمس (زادهٔ ۱۳۶۱ در تهران) نویسنده، فیلم‌نامه‌نویس و طنزپرداز است. وی با نوشتن فیلم دختران (فیلم) تندیس برترین فیلمنامه را از انجمن منتقدین و نویسندگان ایران اخذ نمود.

## زندگی‌نامه و فعالیت
پریسا شمس (زادهٔ ۱۳۶۱ در تهران) نویسنده، فیلم‌نامه‌نویس و طنزپرداز است. او در سال ۱۳۷۹ وارد دانشکده هنر و معماری شد و در رشته تئاتر شاخه ادبیات نمایشی به تحصیل پرداخت و در سال ۱۳۸۴ با رساله ای درباب شناسایی و تحلیل آثار گلی ترقی از این دانشکده فارغ‌التحصیل شد. در سال ۱۳۹۲ مجدداً در رشتهٔ ادبیات نمایشی در همان دانشکده به ادامه تحصیل پرداخت و مدرک کارشناسی ارشد خود را اخذ کرد. پریسا شمس از سال ۱۳۸۲ تا ۱۳۸۴ فعالیت نویسندگی خود را با رادیو تهران در زمینهٔ نگارش نمایشنامه‌های رادیویی به انجام رسانید. از سال ۱۳۸۹ به عنوان طنزنویس اجتماعی به همکاری با چلچراغ (هفته‌نامه) پرداخت و در سال‌های بعد همکاری خود را در این حوزه با خط‌خطی (ماهنامه)، وقایع تهرانیه، روزنامه آرمان و وبسایت چیزنا ادامه داد. او در حوزه کودک و نوجوان کتاب‌هایی را به رشتهٔ تحریر درآورده که از آن جمله می‌توان به رمان منتشر شده جزیره اشاره نمود. نمایشنامه زمزمه‌های پشت در شهروند درجه ۲ در سال ۱۳۹۴ توسط او نوشته شد و شایسته ایرانی کارگردانی این اثر را برعهده گرفت. وی به عضویت در کانون فیلم‌نامه‌نویسان سینمای ایران از سال ۱۳۸۹ درآمد.

## فیلم‌نامه‌نویسی
1. دختران (فیلم)
2. سپید و سیاه (فیلم)
3. مجموعه تلویزیونی دیوار به دیوار ۱
4. مجموعه تلویزیونی دیوار به دیوار ۲
5. مجموعه تلویزیونی خانه اجاره‌ای
6. فیلم تلویزیونی پروانگی
7. مجموعه تلویزیونی انیمیشن گیگول (سرپرست نویسندگان)
8. مجموعه تلویزیونی انیمیشن جان جان‌ها (سرپرست نویسندگان)
9. مجموعه تلويزيوني زندگی زیباست

## جوایز و افتخارات
1. تندیس بهترین فیلم نامه از انجمن منتقدین و نویسندگان ایران برای دختران (فیلم) در جشنواره بین‌المللی فیلم کودک و نوجوان (۱۳۸۹)
2. دیپلم افتخار بهترین فیلمنامه مستقل برای فیلمنامه سینمایی خورشید می‌تابد از جشنواره فیلم کودک و نوجوان اصفهان (۱۳۹۱)